# Caupolicana albiventris
Caupolicana albiventris är en biart som beskrevs av Heinrich Friese 1904. Caupolicana albiventris ingår i släktet Caupolicana och familjen korttungebin. Inga underarter finns listade.